# Estados Unidos en los Juegos Paralímpicos de Sídney 2000
Estados Unidos estuvo representado en los Juegos Paralímpicos de Sídney 2000 por un total de 267 deportistas, 181 hombres y 86 mujeres.

## Medallistas
El equipo paralímpico estadounidense obtuvo las siguientes medallas:
| Nombre | Deporte                       | Evento                                       |
| --- | ----------------------------- | -------------------------------------------- |
| Oro |                               |                                              |
| Shea Cowart | Atletismo                     | 100 m T44 femenino                           |
| Shea Cowart | Atletismo                     | 200 m T44 femenino                           |
| Cheri Becerra | Atletismo                     | 100 m T54 femenino                           |
| Cheri Becerra | Atletismo                     | 400 m T54 femenino                           |
| Jean Driscoll | Atletismo                     | Maratón T54 femenino                         |
| Robert De Friese Evans | Atletismo                     | 1500 m T46 masculino                         |
| Robert De Friese Evans | Atletismo                     | 5000 m T46 masculino                         |
| Ross Davis | Atletismo                     | 100 m T34 masculino                          |
| Marlon Shirley | Atletismo                     | 100 m T44 masculino                          |
| Paul Nitz | Atletismo                     | 100 m T52 masculino                          |
| Bart Dodson | Atletismo                     | 200 m T51 masculino                          |
| Royal Mitchell | Atletismo                     | 400 m T13 masculino                          |
| Danny Andrews | Atletismo                     | 800 m T44 masculino                          |
| Shawn Brown | Atletismo                     | Disco F44 masculino                          |
| Pamela Fernandes | Ciclismo en pista             | 1 km contrarreloj tándem clase abierta mixto |
| Daniel Nicholson | Ciclismo en ruta              | Ruta CP3 mixto                               |
| Thomas Neal | Ciclismo en ruta              | Ruta LC1 mixto                               |
| Pernell Cooper | Levantamiento de potencia     | +100 kg masculino                            |
| Erin Popovich | Natación                      | 50 m mariposa S6 femenino                    |
| Erin Popovich | Natación                      | 100 m braza SB5 femenino                     |
| Erin Popovich | Natación                      | 100 m libre S6 femenino                      |
| Elizabeth Scott | Natación                      | 50 m libre S13 femenino                      |
| Elizabeth Scott | Natación                      | 100 m libre S13 femenino                     |
| Karen Norris | Natación                      | 100 m espalda S10 femenino                   |
| Stephanie Brooks | Natación                      | 400 m libre S6 femenino                      |
| Lauren Reynolds | Natación                      | 400 m libre S7 femenino                      |
| Daniel Kelly | Natación                      | 100 m espalda S11 masculino                  |
| Daniel Kelly | Natación                      | 100 m libre S11 masculino                    |
| Daniel Kelly | Natación                      | 200 m estilos SM11 masculino                 |
| Curtis Lovejoy | Natación                      | 50 m libre S2 masculino                      |
| Curtis Lovejoy | Natación                      | 100 m libre S2 masculino                     |
| Travis Mohr | Natación                      | 100 m braza SB6 masculino                    |
| Jason Wening | Natación                      | 400 m libre S8 masculino                     |
| Clifton Chunn Eddie Crouch Rick Draney Daniel Guillou Bryan Kirkland Norm Lyduch Dean MacCabe Troy McGuirk Stephen Pate William Renje Wayne Romero Ralph Shadowebs                            | Rugby en silla de ruedas      | Torneo mixto                                 |
| Stephan Moore | Yudo                          | –73 kg masculino                             |
| Kevin Szott | Yudo                          | +100 kg masculino                            |
| Plata |                               |                                              |
| Cheri Blauwet | Atletismo                     | 100 m T53 femenino                           |
| Cheri Becerra | Atletismo                     | 200 m T54 femenino                           |
| Jessica Galli | Atletismo                     | 800 m T53 femenino                           |
| Jean Driscoll | Atletismo                     | 1500 m T54 femenino                          |
| Lisa Banta | Atletismo                     | Disco F12 femenino                           |
| Jennifer Barrett | Atletismo                     | Disco F46 femenino                           |
| Brian Frasure | Atletismo                     | 100 m T44 masculino                          |
| Roderick Green | Atletismo                     | 200 m T44 masculino                          |
| Chris Waddell | Atletismo                     | 200 m T53 masculino                          |
| Dana Zimmerman | Atletismo                     | 1500 m T37 masculino                         |
| Douglas Heir | Atletismo                     | Peso F52 masculino                           |
| Marlon Shirley | Atletismo                     | Salto de altura F46 masculino                |
| John Register | Atletismo                     | Salto de longitud F42 masculino              |
| Thomas Bourgeois | Atletismo                     | Pentatlón P44 masculino                      |
| Robert Balk | Atletismo                     | Pentatlón P58 masculino                      |
| Dory Selinger | Ciclismo en pista             | 1 km contrarreloj LC2 mixto                  |
| Pamela Fernandes | Ciclismo en pista             | Velocidad tándem clase abierta mixto         |
| Stuart Flacks | Ciclismo en ruta              | 1,9 km contrarreloj triciclo CP2 mixto       |
| Stuart Flacks | Ciclismo en ruta              | 5,4 km contrarreloj triciclo CP2 mixto       |
| Kim Brownfield | Levantamiento de potencia     | +100 kg masculino                            |
| Trischa Zorn | Natación                      | 100 m braza SB12 femenino                    |
| Trischa Zorn | Natación                      | 100 m espalda S12 femenino                   |
| Trischa Zorn | Natación                      | 100 m mariposa S12 femenino                  |
| Trischa Zorn | Natación                      | 200 m estilos SM12 femenino                  |
| Kendra Berner | Natación                      | 50 m libre S10 femenino                      |
| Kendra Berner | Natación                      | 100 m libre S10 femenino                     |
| Kendra Berner | Natación                      | 400 m libre S10 femenino                     |
| Erin Popovich | Natación                      | 50 m libre S6 femenino                       |
| Erin Popovich | Natación                      | 200 m estilos SM6 femenino                   |
| Sarah Castle | Natación                      | 100 m braza SB6 femenino                     |
| Shannon Bothelio | Natación                      | 50 m libre S7 femenino                       |
| Lauren Reynolds | Natación                      | 100 m libre S7 femenino                      |
| Elizabeth Scott | Natación                      | 200 m estilos SM13 femenino                  |
| Melanie Benn Aimee Bruder Stephanie Brooks Erin Popovich | Natación                      | 4 × 50 m libre (20 ptos.) femenino           |
| Shannon Bothelio Lauren Reynolds Kendra Berner Karen Norris | Natación                      | 4 × 100 m libre (34 ptos.) femenino          |
| Daniel Kelly | Natación                      | 50 m libre S11 masculino                     |
| James Thompson | Natación                      | 50 m braza SB2 masculino                     |
| Stephen Welch | Tenis en silla de ruedas      | Individual masculino                         |
| Brett Lewis | Yudo                          | –90 kg masculino                             |
| Bronce |                               |                                              |
| Cheri Blauwet | Atletismo                     | 200 m T53 femenino                           |
| Cheri Blauwet | Atletismo                     | 400 m T53 femenino                           |
| Cheri Blauwet | Atletismo                     | 800 m T53 femenino                           |
| Pamela McGonigle | Atletismo                     | 1500 m T12 femenino                          |
| Jean Driscoll | Atletismo                     | 5000 m T54 femenino                          |
| Asya Miller | Atletismo                     | Disco F13 femenino                           |
| Laura Ann Terry | Atletismo                     | Peso F33-34 femenino                         |
| Jennifer Barrett | Atletismo                     | Peso F46 femenino                            |
| Ross Davis | Atletismo                     | 200 m T34 masculino                          |
| Ross Davis | Atletismo                     | 400 m T34 masculino                          |
| Roderick Green | Atletismo                     | 400 m T44 masculino                          |
| Roderick Green | Atletismo                     | Salto de longitud T44 masculino              |
| Joseph Christmas | Atletismo                     | Disco F56 masculino                          |
| Joseph Christmas | Atletismo                     | Jabalina F56 masculino                       |
| Bart Dodson | Atletismo                     | 400 m T51 masculino                          |
| Joseph LeMar | Atletismo                     | 800 m T44 masculino                          |
| Tim Willis | Atletismo                     | 10 000 m T11 masculino                       |
| Michael Keohane | Atletismo                     | Maratón T46 masculino                        |
| Jeffrey Lauterbach | Atletismo                     | Disco F33 masculino                          |
| Gabriel Diaz de Leon | Atletismo                     | Disco F53 masculino                          |
| Eric Barber Curtis Bell Chuck Gill Jeffrey James Glasbrenner William Hernandez Lawrence Johnson Melvin Sean Juette David Paul Kiley Mike Schlappi Paul Schulte Steve Tew William Henry Waller | Baloncesto en silla de ruedas | Torneo masculino                             |
| Dory Selinger | Ciclismo en pista             | Persecución individual LC2 mixto             |
| Bradley Cobb Dory Selinger Robert Whitford | Ciclismo en pista             | Velocidad por equipos LC1-3 mixto            |
| Shannon Bothelio | Natación                      | 50 m mariposa S7 femenino                    |
| Shannon Bothelio | Natación                      | 100 m espalda S7 femenino                    |
| Elizabeth Scott | Natación                      | 100 m braza SB13 femenino                    |
| Trischa Zorn | Natación                      | 50 m libre S12 femenino                      |
| Jennifer Butcher | Natación                      | 100 m libre S13 femenino                     |
| Daniel Kelly | Natación                      | 100 m braza SB11 masculino                   |
| Travis Mohr | Natación                      | 100 m espalda S8 masculino                   |
| Joshua Keith Bartel Norman Bass | Tenis de mesa                 | Equipo 6-7 masculino                         |
| Scott Douglas Stephen Welch | Tenis en silla de ruedas      | Dobles masculino                             |
| Thomas Brown | Vela                          | 2.4mR individual mixto                       |
| Marlon Lopez | Yudo                          | –66 kg masculino                             |